# Artonis (Perse)
Artonis ou Artonè, née entre 355 et 345 av. J.-C., est une princesse perse, fille du satrape Artabaze et sœur de Barsine, la concubine d'Alexandre le Grand.

## Biographie
Artonis est l'une des dix filles d'Artabaze et d'une Rhodienne, sœur de Mentor et de Memnon. Elle séjourne en Macédoine durant l'exil de son père entre 352 et 342 av. J.-C. environ. Fin 333, elle est probablement capturée avec ses sœurs par Parménion à Damas où les familles des nobles perses ont été envoyées pour leur sécurité. Elle aurait accompagné la conquête macédonienne. En avril 324, lors des noces de Suse, elle épouse, selon la volonté d'Alexandre, Eumène de Cardia, tandis que sa sœur Artacama épouse Ptolémée. À la mort d'Eumène en 316, son corps est donné à Artonis et à ses enfants qui résident en Cappadoce. Elle n'est plus mentionnée par les sources après cet épisode.